# 新しい中世
新しい中世（あたらしいちゅうせい、New medievalism）とは、グローバル化の進展によって国家主権の相対化が進む現代世界を、主権国家体制が成立する以前の、複数の権威が領域横断的に並存するヨーロッパ中世とのアナロジーで把握する国際政治の見方である。
最初に「新しい中世」という表現を用いたのはアーノルド・ウォルファーズが1956年に発表した論考においてである。その後、1977年にヘドリー・ブルが主権国家からなる社会（国際社会）に代わる秩序モデルの一つとして「新しい中世」を提起し、とくに冷戦後になると多くの論者が言及するようになっている。日本では、1996年刊行の著書で展開した田中明彦の議論が広く知られている。

## ヘドリー・ブルの「新しい中世」論
1977年の著書で、ブルは、世界政治における秩序を考察対象に据えて、近代ヨーロッパに成立した主権国家を構成要素とする「国際社会」の拡大のプロセスとその現代的特質を検討した。そして世界大に広がった「国際社会」を超越する代替物として、世界政府などいくつかのモデルを提示した。そのひとつが「権威が重なり合い、かつ多元的な忠誠のシステム」、すなわち「新しい中世」である。
ブルは、それまで主権国家に集中していた権威／権力が分散し、重層的な関係を切り結ぶ社会空間が誕生したと判断する指標として以下の5つを挙げている。
1. 諸国家の統合：ヨーロッパ共同体の形成に端的に見られる地域統合が主権国家の存立基盤を覆す可能性。
2. 諸国家の分離：一国内における自治分離運動が主権国家の枠組みを変える可能性。
3. 私的な国際暴力の復活：暴力の独占的管理という主権国家の存在論的基盤に対する挑戦。
4. 脱国家的組織の生成：国境を越えたさまざまな社会運動や世界銀行などの国際機関の行動による主権国家システムの浸食。
5. 技術発展による世界の一体化：「宇宙船地球号」や「地球村」といった主権国家の上位に措定される帰属意識の醸成。

しかし、以上の5つの指標を検討した結果、ブルが導き出した結論は、1977年の時点で、「新しい中世」が「主権国家システムに比べ、それほど秩序だっていないことの確証ではなく、むしろ、いっそう秩序だっていることの確証をまったく持てない」というように、否定的なものであった。

## 田中明彦の「新しい中世」論
田中は、米ソの二極対立とイデオロギー対立によって特徴づけられる冷戦の終焉、アメリカの覇権の衰退、経済的相互依存の深化という趨勢によって、主権国家システムが大きく変化しているという認識に立ち、現代世界を「新しい中世」と名づける。田中の「新しい中世」論は、次の2つの仮説からなる。
1. 「グローバリゼーションの進展によって、現代の世界システムが『近代』的なものから、『中世』的なものに変質する」
2. 「『新しい中世』に向かう傾向には差異が存在し、その基準で考えると、現在の世界はおおむね3つの圏域にわけることができる」

現代世界とヨーロッパ中世とを比較したとき、主体の多様性、イデオロギーの普遍性という2点において類似している一方で、経済的相互依存の進展という現象に「新しさ」がある。すなわち主権国家以外に、多国籍企業、国際組織、NGOなどの非国家主体が登場し、その重要性が増していることと、イデオロギー対立であった冷戦の終焉によって、自由民主主義と市場経済というイデオロギーが世界的かつ普遍的に受容されている状況が、ヨーロッパ中世における主体の多様性と普遍的イデオロギーとしてのキリスト教の存在の点で、共通性を持っている。他方で、技術水準や経済度システムなど経済的な結びつきの点で、現代世界はヨーロッパ中世とは異なる。
さらに田中の「新しい中世」論の特徴は、世界システムの変容の度合いに応じた違いの存在を把握する方法として圏域モデルの提示と、それをアジア太平洋の秩序の動静分析に適用した点にある。「新しい中世」的特徴が全世界的に均一に生じているわけではないと指摘し、田中は、自由主義的民主制と市場経済の成熟・安定度を基準に、冷戦後の世界を「新中世圏」、「近代圏」、「混沌圏」の3つに分け、「新中世圏」から見た対「近代圏」および「混沌圏」との関係を検討する。そして仮説検証の事例として、田中は、このモデルにもとづいて、アジア太平洋の国際関係を分析し、また「新中世圏」の日本の採るべき戦略を提言する。
3つの圏域
|          | 主体     | 争点       | 特徴 | 手段       | 戦争     | 脅威       | 近代化 |
| -------- | -------- | ---------- | ---- | ---------- | -------- | ---------- | ------ |
| 新中世圏 | 多様     | 経済・象徴 | 調整 | 経済・説得 | 皆無     | 心理・社会 | 終了   |
| 近代圏   | 主権国家 | 軍事・経済 | 対立 | 軍事・経済 | 政策手段 | 経済・外敵 | 途上   |
| 混沌圏   | 域内集団 | 軍事       | 生存 | 軍事       | 戦争状態 | 無数       | 失敗   |

## そのほかの「新しい中世」についての議論
フィリップ・サーニーは、「いかなる集団あるいは集団中の集団も、それ独自では国際システムの変化を管理できず、多様な集団間で展開する風土的競争によって、いずれの集団であれ自らがもつ管理能力が損なわれてしまう」状況を「新しい中世」と形容し、短中期的にみれば、21世紀の世界秩序（あるいは無秩序）を理解する「よりよい指針」となりえると論じる。
デヴィッド・ヘルドは、「『新中世主義』の恐れによって提起された危険性は、『政治的行為の共通構造』のために必要とされる諸ルールを、その構造を構成する各々の部分で確立し法制化するならば、克服することも不可能ではない」と述べ、民主主義のコスモポリタン・モデルへの契機を見出している。
田所昌幸は、主権秩序とグローバリゼーションの緊張関係から生じる未来イメージのひとつが主権の溶解による「新中世的（無）秩序」であり、それは「国家の役割が一方で低下し、それに代わって国際的、国内的にさまざまなアクターが国家の独占してきた役割を引き受けはじめる。他方で国際的には、市場経済や民主主義、人権や産業主義といった原則については、おおむね合意が得られており、その意味で主権秩序の誕生する以前の中世的秩序のあり方が想定できる」と論じる。
遠藤誠治は、「広義の国際秩序を全体として維持していくような実効的な権力が、全体として失われてしまう可能性」が生じた場合、「全面的な崩壊とはならないにしても無秩序を制度として抱え込んでしまった『新しい中世』という構造」が出現することを示唆している。
水野和夫は、ドナルド・トランプ大統領の当選やブレグジットといった反グローバリゼーション、低金利、人口減などから、近代資本主義を支えた「より早く、より遠くに、より合理的に」という原理が揺らいでおり、「中世への回帰」つまりは中世ヨーロッパ並の低成長時代の到来を予測している。その象徴として、もっとも高速な旅客機であったコンコルドの引退、もっとも合理的であったはずの原子力発電の事故を挙げている。
ジョエル・コトキン（en:Joel Kotkin）は、中流階級の没落により新しい封建制が来るのではないかと警告する。新しい封建制ではビッグテックなどの寡頭支配者が有識者（コトキンいわく「バラモン左翼」）を動員して環境保護等の政治的に正しい言説を利用し批判を封じ、富の集中と寡頭支配が進められるとする。
岡田斗司夫は、中世が「モノ不足・時間余り」、近代が「モノ余り・時間不足」とし、オイルショックの低成長と情報革命期の現代は「モノ不足・時間余り・情報余り」によって、誰もが豊かになるために競争する近代社会から誰もが他人に影響を与えることに競争する「洗脳社会」「マルチメディア中世」の状況に向かっているとする。また石原莞爾の世界最終戦論的な状況に至るのではないかともしており、その際に東洋日本の武器となるのはおたく文化であるとしている。

## 註
1. ↑  「国際領域における近年の諸変化を一種の『新しい中世主義』への傾向として語るのは、今日であっても、夢想的なことではない。その趨勢は、国内と対外政策を区分する境界線を曖昧化する複合性へ向かっているように思われる。私たちは、忠誠の二重性および権力領域の重複性に再び直面しているのである」と述べている（Arnold Wolfers, "Political Theory and International Relations", reprinted in Andrew Linklater ed., International Relations: Critical Concepts in Political Science, vol. 5, Routledge, 2000: 1828）。
2. ↑  ヘドリー・ブル『国際社会論――アナーキカル・ソサイエティ』岩波書店, 2000年: 304-306, 317-330。
3. ↑  たとえば、Stephen J. Kobrin, "Back to the Future: Neomedievalism and the Postmodern Digital World Economy," in Aseem Prakash and Jeffrey A. Hart eds., Globalization and Governance, Routledge, 1999; Jörg Friedrichs, "The Meaning of New Medievalism", European Journal of International Relations, vol. 7, no. 4, 2001.など。
4. ↑  田中明彦『新しい「中世」――21世紀の世界システム』日本経済新聞社, 1996年。
5. ↑  ブル、前掲書: 304。
6. ↑  ブル、前掲書: 317-330。
7. ↑  ブル、前掲書: 305。
8. ↑  田中明彦『ワード・ポリティクス――グローバリゼーションの中の日本外交』筑摩書房, 2000年: 38。
9. ↑  田中『新しい「中世」』: 7章。
10. ↑  田中, 前掲書: 9-10章。
11. ↑  フィリップ・G・サーニー「グローバル化する世界における政治的な主体的行為――構造化のアプローチに向けて」『思想』938号, 2002年: 140。
12. ↑  デヴィッド・ヘルド『デモクラシーと世界秩序――地球市民の政治学』NTT出版, 2002年: 166。
13. ↑  田所昌幸「グローバル化と国際秩序」藤原帰一・李鍾元・古城佳子・石田淳編『国際政治講座（4）国際秩序の変動』東京大学出版会, 2004年: 39。
14. ↑  遠藤誠治「国際政治における規範の機能と構造変動――自由主義の隘路」藤原帰一・李鍾元・古城佳子・石田淳編『国際政治講座（4）国際秩序の変動』東京大学出版会, 2004年: 89-90。
15. ↑  水野和夫氏｢トランプ後の世界は中世に回帰｣  東洋経済
16. ↑  書評『新しい封建制がやってくる グローバル中流階級への警告』ジョエル・コトキン著、寺下滝郎訳、東洋経済新報社、 - 内田樹の研究室
17. ↑  岡田斗司夫 『ぼくたちの洗脳社会　第三章』
18. ↑  PEPPER SHOP OTAKING SPACE PORT